# San José del Golfo
San José del Golfo est une ville du Guatemala dans le département de Guatemala.